# Дума про сестру та брата
«Дума про сестру та брата» — українська кобзарська дума.

## Сюжет
Думу записано понад 25 разів, переважно на Полтавщині та Харківщині в 1810—1930 рр.; в ній змальовуються суспільно-побутові відносини за феодалізму.

## Історія записів
Записано Лесею Українкою влітку 1908 р. в Ялті, Кримської обл., від відомого кобзаря Гната Тихоновича Гончаренка.

## Музика
Від миргородського кобзаря Опанаса Баря (Савченка) Ф. Колесса записав мелодію думи «Про сестру та брата» в 1910 р.

## Виконавці

### Кобзарі
- О. Савченко,
- Гнат Гончаренко,
- Степан Пасюга,
- Лантух (кобзар)

### Бандуристи
- Георгій Ткаченко,

### Лірники
- Олександр Гришко,
- Іван Скубій.